# Marta Vincenzi
Marta Vincenzi (n. 27 mai 1947, Genova, Italia) este un om politic italian, membru al Parlamentului European în perioada 2004-2009 din partea Italiei.
1. ↑  Deputații în Parlamentul European